# Rachel Carson
Rachel Louise Carson, ameriška morska biologinja, pisateljica in okoljevarstvenica, * 27. maj 1907, Springdale, Pensilvanija, Združene države Amerike, † 14. april 1964, Silver Spring, Maryland, ZDA.
Je avtorica številnih poljudnoznanstvenih člankov in knjig, znana pa je predvsem po svoji knjigi Silent Spring (Nema pomlad) iz leta 1962, katere izid velja za enega ključnih dogodkov pri nastanku okoljevarstvenega gibanja.

## Življenje in delo
Rodila se je na družinski kmetiji v skromnem podeželskem okolju Pensilvanije, kjer se je že kot otrok navdušila nad naravo in pisanjem zgodb. Vpisala je študij angleščine na Pensilvanskem kolidžu za ženske (danes Univerza Chatham), še pred koncem pa se je preusmerila v biologijo. V zadnjem letniku je bila sprejeta na Univerzo Johnsa Hopkinsa, a je zaradi finančnih težav morala ostati na Pensilvanijskem kolidžu. Na Johnsu Hopkinsu je opravila drugostopenjski študij, ki ga je zaključila leta 1932 z disertacijo o embrionalnem razvoju ribjih izločal. Ob študiju je delala kot asistentka v laboratoriju Raymonda Pearla da je lahko plačala šolnino, po končanju pa je opustila zamisel o doktorskem študiju in začela iskati službo učiteljice da bi lahko pomagala preživljati družino. Leta 1935 ji je nenadoma umrl še oče, zaradi česar je morala prevzeti skrb za ostarelo mati.
Na pobudo študijske mentorice je sprejela začasno delovno mesto pri Ameriškem uradu za ribištvo, kjer je pisala scenarij za izobraževalno serijo radijskih oddaj o delu urada, hkrati pa je začela pisati članke v lokalne časopise na to temo. Njen nadrejeni je bil zadovoljen z njenim delom in je poskrbel, da je kot šele druga ženska dobila stalno zaposlitev na uradu. Članki so pritegnili pozornost kritiške javnosti, zato ji je založba Simon & Schuster ponudila izdajo prve knjige, ki je izšla leta 1941 pod naslovom Under the Sea Wind (Pod morskim vetrom). Do leta 1949 je napredovala do položaja glavne urednice publikacij pri uradu (medtem preoblikovanim v Ameriško službo za ribe in divjad, United States Fish and Wildlife Service) in postajala vedno bolj prepoznana kot publicistka. Založba Oxford University Press je izdala njeno naslednjo knjigo, The Sea Around Us (Morje okrog nas, 1951), ki se je uvrstila na seznam uspešnic The New York Times in ostala na njem 86 tednov ter ji prinesla več nagrad.
Prodajni uspeh knjige je Carsonovi omogočil, da je leta 1952 pustila službo in se posvetila izključno pisanju. Hkrati se je z materjo preselila v vas Southport na severovzhodu ZDA. Naslednje leto je pričela raziskovati material za tretjo knjigo iz cikla o morju, v kateri se je posvetila ekologiji obalnega pasu vzhoda ZDA. Knjiga z naslovom The Edge of the Sea (Rob morja) je izšla leta 1955, ob njej pa znova serija člankov v raznih revijah in časopisih. Kmalu po tistem je družino znova doletela tragedija, umrla je namreč njena nečakinja in zapustila petletnega sina; Carsonova je prevzela skrb še zanj, v ta namen se je preselila v Silver Spring (Maryland).
Umrla je 14. aprila 1964 za posledicami raka, ki se ji je medtem razširil na jetra.

### Nema pomlad
V drugi polovici 1950. let se je usmerila v okoljevarstveno tematiko in pričela raziskovati problematiko pesticidov, predvsem organokloridov in organofosfatov, katerih uporaba je bila v ZDA takrat v skokovitem porastu. Stopila je v stik z raziskovalci Nacionalnih inštitutov za zdravje in odkrila številne dokaze o škodljivih vplivih teh snovi na okolje ter povezave s pojavom raka pri ljudeh. Kljub zdravstvenim težavam – leta 1960 je odkrila, da ima tudi sama raka na prsih – je s pisanjem osnutka zaključila jeseni istega leta, a so nadaljnje komplikacije z zdravjem odložile končno izdajo do leta 1962. Knjigi je dala naslov Nema pomlad, kot svarilo o opustošenju naravnega okolja zaradi pesticidov.
S sodelavci je pričakovala ostro kritiko, hkrati pa jo je skrbelo šibko zdravje, zato je še pred izdajo dala posamezna poglavja recenzirati da bi dobila čim širšo strokovno podporo. Junija 1962 je pričela knjiga izhajati v serijski obliki v reviji The New Yorker in po pričakovanju takoj naletela na agresivno nasprotovanje kemične industrije. Kljub pravnim grožnjam je založba Houghton Mifflin izdala knjigo 27. septembra 1962. Carsonovo so nasprotniki označili za histerično alarmistko, ki želi popolnoma prepovedati pesticide in potisniti ameriško kmetijstvo nazaj v srednji vek, čeprav je v knjigi zagovarjala le njihovo bolj premišljeno uporabo. Vendar se je taktika kemične industrije obrnila proti njim in zaradi neomajne strokovne podpore zagovornikov ter pozornosti široke javnosti je bila ustanovljena kongresna komisija za presojo nevarnosti pesticidov. V roku enega leta je kritika večjidel zamrla in Carsonova je za knjigo prejela številna priznanja. Zaradi vedno slabšega zdravstvenega stanja je morala zavrniti večino vabil na dogodke, je pa nastopila kot priča pred predsedniško svetovalno komisijo za znanost in eno od podkomisij ameriškega senata. 
Knjiga Nema pomlad je dala oporo okoljevarstvenem gibanju v ZDA. Neposredna posledica javne debate ob izidu je bila prepoved uporabe pesticida DDT v Združenih državah Amerike, kasneje pa še ustanovitev Agencije za varstvo okolja, s čimer je bila na vladni ravni okoljevarstvena politika ločena od kmetijske.